# Lista de deputados estaduais do Pará da 12.ª legislatura
Essa é uma lista de deputados estaduais do Pará eleitos para o período 1991-1995. 41 deputados.

## Composição das bancadas
| Partido | Líder                | Bancada | Posição  |
| ------- | -------------------- | ------- | -------- |
| PMDB    | Joércio Barbalho     | 10 / 41 | Governo  |
| PTB     | Nelson Luiz Chaves   | 8 / 41  | Oposição |
| PDS     | Mário Couto          | 7 / 41  | Governo  |
| PT      | Aida Maria da Silva  | 6 / 41  | Oposição |
| PRN     | Eunice Gomes         | 4 / 41  | Oposição |
| PL      | Bosco Moisés         | 2 / 41  | Oposição |
| PDT     | Wagner Fontes        | 2 / 41  | Oposição |
| PSDB    | Antônio Édson Matoso | 1 / 41  | Oposição |
| PDC     | Zé Neto              | 1 / 41  | Governo  |

## Deputados estaduais
| Número | Deputados estaduais eleitos                  | Partido | Votação | Percentual | Cidade onde nasceu  | Unidade federativa |
| 13482  | Aida Maria Farias da Silva                   | PT      | 4.576   |            | Novo Repartimento   | Pará               |
| 36100  | Aldir Jorge Viana da Silva                   | PRN     | 5.729   |            | Bragança            | Pará               |
| 14334  | Aloísio Augusto Lopes Chaves (Lula Chaves)   | PTB     | 9.393   |            | Belém               | Pará               |
| 14777  | Antenor Fonseca de Oliveira (Antenor Bararú) | PTB     | 6.182   |            | Santa Luzia do Pará | Pará               |
| 15799  | Antônio Armando Amaral de Castro             | PMDB    | 7.633   |            | Belém               | Pará               |
| 45977  | Edson Matoso                                 | PSDB    | 4.723   |            | Anapu               | Pará               |
| 11205  | Benedito Antônio Cota Guimarães              | PDS     | 8.352   |            | Santarém            | Pará               |
| 11249  | Cipriano Sabino de Oliveira Jr               | PDS     | 6.400   |            | Prainha             | Pará               |
| 15693  | Durbiratan de Almeida Barbosa                | PMDB    | 8.322   |            | Chaves              | Pará               |
| 13445  | Edmilson Rodrigues                           | PT      | 8.665   |            | Belém               | Pará               |
| 14703  | Herundino Moreira Jr                         | PTB     | 8.908   |            | Cametá              | Pará               |
| 13625  | Esmerino Neri Batista Filho                  | PT      | 5.040   |            | Abaetetuba          | Pará               |
| 36938  | Eunice Gouvêia Gomes                         | PRN     | 5.830   |            | Marituba            | Pará               |
| 15712  | Francisco Ferreira Freitas Neto (Chico Neto) | PMDB    | 8.510   |            | Capanema            | Pará               |
| 14347  | Francisco Xavier Palheta Jr                  | PTB     | 8.033   |            | Paragominas         | Pará               |
| 14691  | Gedeão Dias Chaves                           | PTB     | 7.918   |            | Grajaú              | Maranhão           |
| 13240  | Geraldo Pastana                              | PT      | 5.801   |            | Santarém            | Pará               |
| 15814  | Gervásio Bandeira Ferreira                   | PMDB    | 7.897   |            | Santarém            | Pará               |
| 13816  | Babá                                         | PT      | 4.934   |            | Faro                | Pará               |
| 22238  | João Bosco Rufino Moisés                     | PL      | 10.555  |            | São João de Pirabas | Pará               |
| 15263  | Joércio Fontenelle Barbalho                  | PMDB    | 8.050   |            | Belém               | Pará               |
| 15738  | José Alfredo Silva Hage                      | PMDB    | 7.290   |            | Belém               | Pará               |
| 15990  | José Priante                                 | PMDB    | 6.503   |            | Belém               | Pará               |
| 13345  | José Carlos Lima da Costa                    | PT      | 5.148   |            | Belém               | Pará               |
| 15277  | José Espinheiro do Nascimento                | PMDB    | 7.294   |            | Redenção            | Pará               |
| 12615  | José Pereira da Costa                        | PDT     | 6.520   |            | Barcarena           | Pará               |
| 17659  | José Rodrigues de Souza Neto (Zé Neto)       | PDC     | 7.720   |            | Marabá              | Pará               |
| 36846  | Waldoli Valente                              | PRN     | 7.165   |            | Cametá              | Pará               |
| 11242  | Luís da Cunha Teixeira                       | PDS     | 6.588   |            | Augusto Corrêa      | Pará               |
| 22328  | Luiz Afonso de Proença Sefer                 | PL      | 7.872   |            | Belém               | Pará               |
| 14260  | Manoel Carlos Antunes                        | PTB     | 7.271   |            | Nova Módica         | Minas Gerais       |
| 11477  | Mário Couto                                  | PDS     | 10.786  |            | Salvaterra          | Pará               |
| 14106  | Nelson Luiz Teixeira Chaves                  | PTB     | 8.031   |            | Altamira            | Pará               |
| 11959  | Osvaldo dos Reis Mutran                      | PDS     | 12.599  |            | Marabá              | Pará               |
| 36454  | Raimundo Santos                              | PRN     | 12.032  |            | Belém               | Pará               |
| 11211  | Ronaldo Passarinho                           | PDS     | 6.695   |            | Belém               | Pará               |
| 12208  | Wagner Oliveira Fontes                       | PDT     | 8.517   |            | Itapuranga          | Goiás              |
| 15147  | Wandenkolk Pasteur Gonçalves                 | PMDB    | 8.464   |            | Itupiranga          | Pará               |
| 15556  | Wilmar Gomes Freire                          | PMDB    | 20.315  |            | Santarém            | Pará               |
| 14812  | Zenaldo Coutinho                             | PTB     | 6.817   |            | Belém               | Pará               |
| 11672  | Zeno Veloso                                  | PDS     | 6.748   |            | Belém               | Pará               |